# Oostenrijkse den
Oostenrijkse den (Pinus nigra subsp. nigra) is een ondersoort van zwarte den (Pinus nigra).

## Determinatie
Oostenrijkse den is een boomvormende conifeer die een hoogte kan bereiken van ± 33 m. De kroon is onregelmatig en gespreid. De bovenste takken zijn zwartbruin. De kleur van de boomschors varieert van zwartbruin tot donkergrijs. De schors is schubbig en ruw gericheld. De takken zijn glimmend geelbruin en voorzien van richels.
De knoppen zijn bleekbruin en hebben een brede voet. Ze worden circa 1 cm lang. Naar de punt toe lopen ze spits af. Oostenrijkse den heeft stijve, donkergroene tot zwarte naalden, die gekromd zijn en een scherpe punt hebben. Ze staan in paren van een aantal bij elkaar en worden 10–15 cm lang.
De gele tot grijsbruine kegels zijn eivormig en gepunt. Ze zijn 5–8 cm lang.

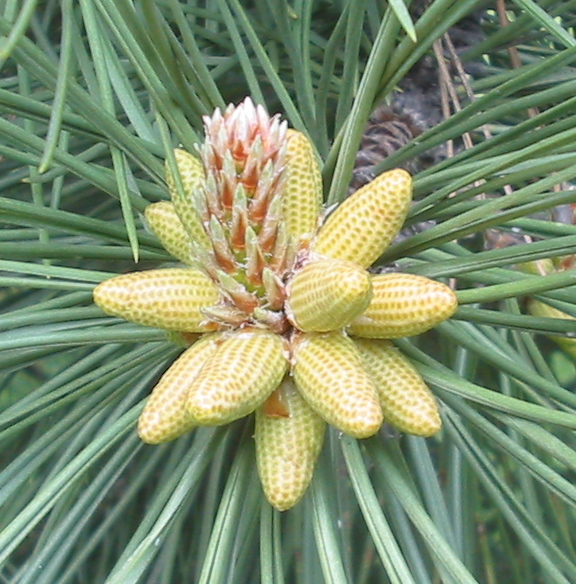
Jonge kegel

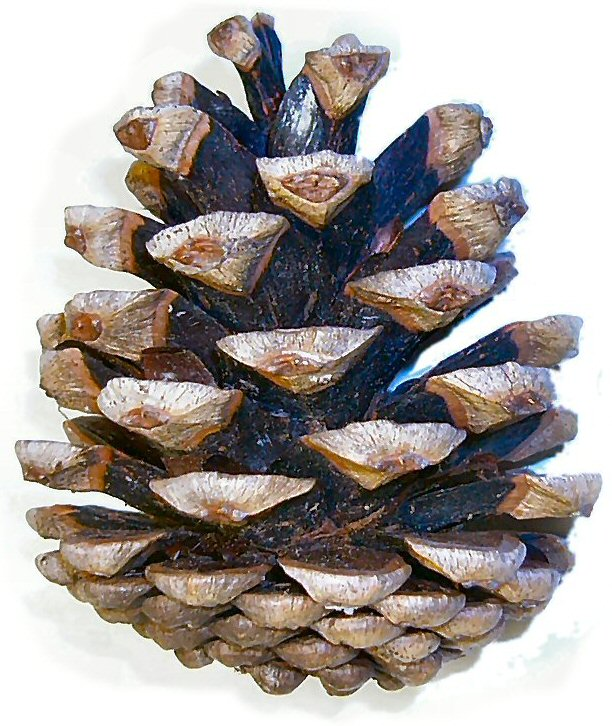
Open kegel van Pinus nigra

## Verspreiding
De conifeer komt van nature voor in Oostenrijk, Midden-Italië, de Balkan en Anatolië.

## Toepassing
Vanwege haar relatief hoge tolerantie voor (zee)wind en zeesproei is Oostenrijkse den veel aangeplant in de vorm van schermbosschages in veel kustgebieden. Ook is Oostenrijkse den in kalkrijke duinen aangeplant om stuifzand vast te houden.
... · 
P. albicaulis (asgrijze den) · 
P. aristata (stoppelden) · 
P. balfouriana (vossenstaartden) · 
P. brutia (Turkse den) · 
P. canariensis (Canarische den) · 
P. cembra (alpenden) · 
P. contorta (draaiden) · 
P. densiflora (Japanse rode den) · 
P. halepensis (aleppoden) · 
P. heldreichii (Bosnische den) · 
Pinus hwangshanensis · 
P. jeffreyi (jeffreyden) · 
P. koraiensis (Koreaanse den) · 
P. lambertiana (suikerden) · 
P. longaeva (langlevende den) · 
P. monophylla · 
P. monticola (Amerikaanse witte den) · 
P. mugo (bergden) · 
P. muricata (bishopden) · 
P. nigra (zwarte den) · 
P. nigra subsp. laricio (Corsicaanse den)  · 
P. nigra subsp. nigra (Oostenrijkse den) · 
P. palustris (moerasden) · 
P. parviflora (Japanse witte den) · 
P. peuce (Macedonische den) · 
P. pinaster (zeeden) · 
P. pinea (parasolden) · 
P. ponderosa (gele den) · 
P. pumila (Siberische dwergden) · 
P. radiata (montereyden) · 
P. strobus (weymouthden) · 
P. sibirica (Siberische den) · 
P. sylvestris (grove den) · 
P. thunbergii (Japanse zwarte den) · 
P. wallichiana (tranenden) · 
...